# Geografia da Região Nordeste do Brasil

Estados do Nordeste (em sentido horário):
1 • Maranhão, 2 • Piauí, 3 • Ceará, 4 • Rio Grande do Norte, 5 • Paraíba, 6 • Pernambuco, 7 • Alagoas, 8 • Sergipe e 9 • Bahia

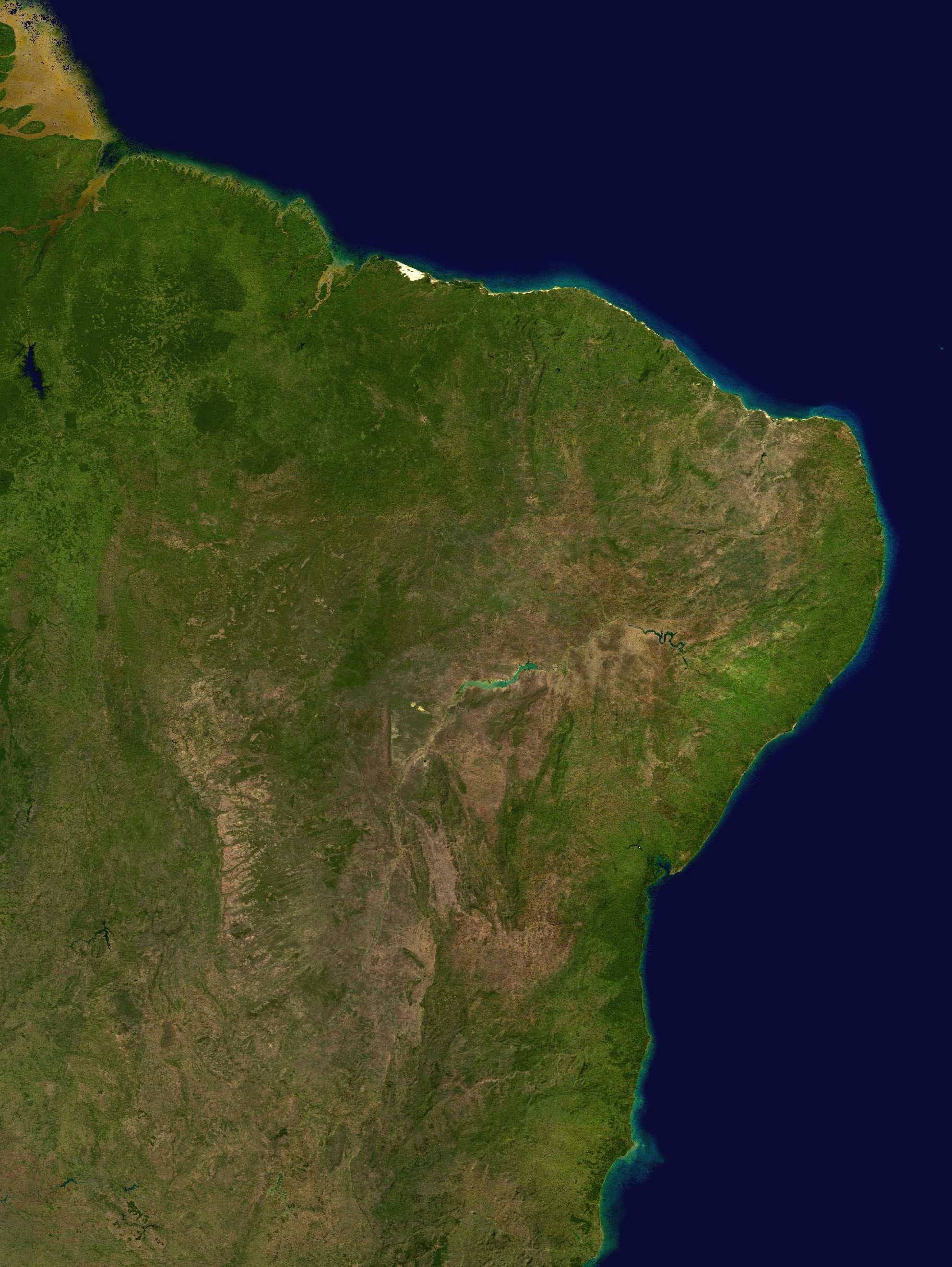
Imagem de satélite da NASA do Nordeste brasileiro, além de partes das regiões Norte, Sudeste e Centro-Oeste.

A área do Nordeste  é de aproximadamente 1 558 325  km², equivalente a 18,26% e é a região Nordeste a que possui a maior costa litorânea. Um fato interessante é que a região possui os estados com a maior e a menor costa litorânea, respectivamente Bahia, com 932 km de litoral, e Piauí, com apenas 60 km. A região toda possui 3 338 km de praias.
Está situada entre os paralelos de 01° 02' 30" de latitude norte e 18° 20' 07" de latitude sul e entre os meridianos de 34° 47' 30" e 48° 45' 24" a oeste do meridiano de Greenwich. Limita-se a norte e a leste com o Oceano Atlântico; ao sul com os estados de Minas Gerais e Espírito Santo e a oeste com os estados do Pará, Tocantins e Goiás.
Em relação aos aspectos naturais, há as presenças dos climas equatorial úmido, litorâneo úmido, tropical e tropical semiárido, sendo que o último é predominante. A cobertura vegetal predominante é a Caatinga, mas também há faixas importantes de Mata dos Cocais, Mata Atlântica e Cerrado. Existem diversos tipos de plantas na caatinga, sendo uma delas o mandacaru, um tipo de cacto, que pode ser considerado como um reservatório natural de água, mas em dimensões irrisórias para o consumo do contingente da região.
Na região do sertão podem ser encontrados vários poços subterrâneos, porém sua água é salobra e a dessalinização ainda é um processo caro; no entanto está em curso desde 2007 o Projeto de Integração do Rio São Francisco com Bacias Hidrográficas do Nordeste Setentrional (Transposição do rio São Francisco), um empreendimento do Governo Federal, sob a responsabilidade do Ministério da Integração Nacional, destinado a assegurar oferta de água, em 2025, a cerca de 12 milhões de habitantes de 390 municípios do Agreste e do Sertão dos estados de Pernambuco, Ceará, Paraíba e Rio Grande do Norte. A integração do rio São Francisco às bacias dos rios temporários do Semiárido será possível com a retirada contínua de 26,4 m³/s de água, o equivalente a apenas 1,90% da vazão garantida pela barragem de Sobradinho (1851 m³/s), sendo que 16,4 m³/s (0,50%) seguirão para o Eixo Norte e 10 m³/s (0,20%) para o Eixo Leste.
Existem grandes açudes em algumas cidades. Uma solução para grandes períodos de estiagem é a criação de cisternas. Esse fato constitui-se um dos principais problemas da gestão integrada de recursos hídricos no Brasil.
Em áreas que estão afastadas do oceano e isoladas por regiões montanhosas como o Planalto da Borborema ocorre a escassez de água causada pela estiagem, principalmente em períodos em que o fenômeno El Niño se manifesta. Em períodos de longas secas, como nas décadas de 1950 a 1980, vários nordestinos morreram de sede, inanição ou de doenças e problemas de saúde causados pela seca, fazendo com que muitos dos sobreviventes se mudassem para outras regiões. Entretanto, o Maranhão e parte do Piauí não sofrem com problemas de seca, por estarem situados às margens da Amazônia Legal. As 4 sub zonas nordestinas são meio norte ou ne centro ocidental formado por 2 estados, costa norte por um, salientes e são francisco por 7 e Sergipe  por um.

## Relevo

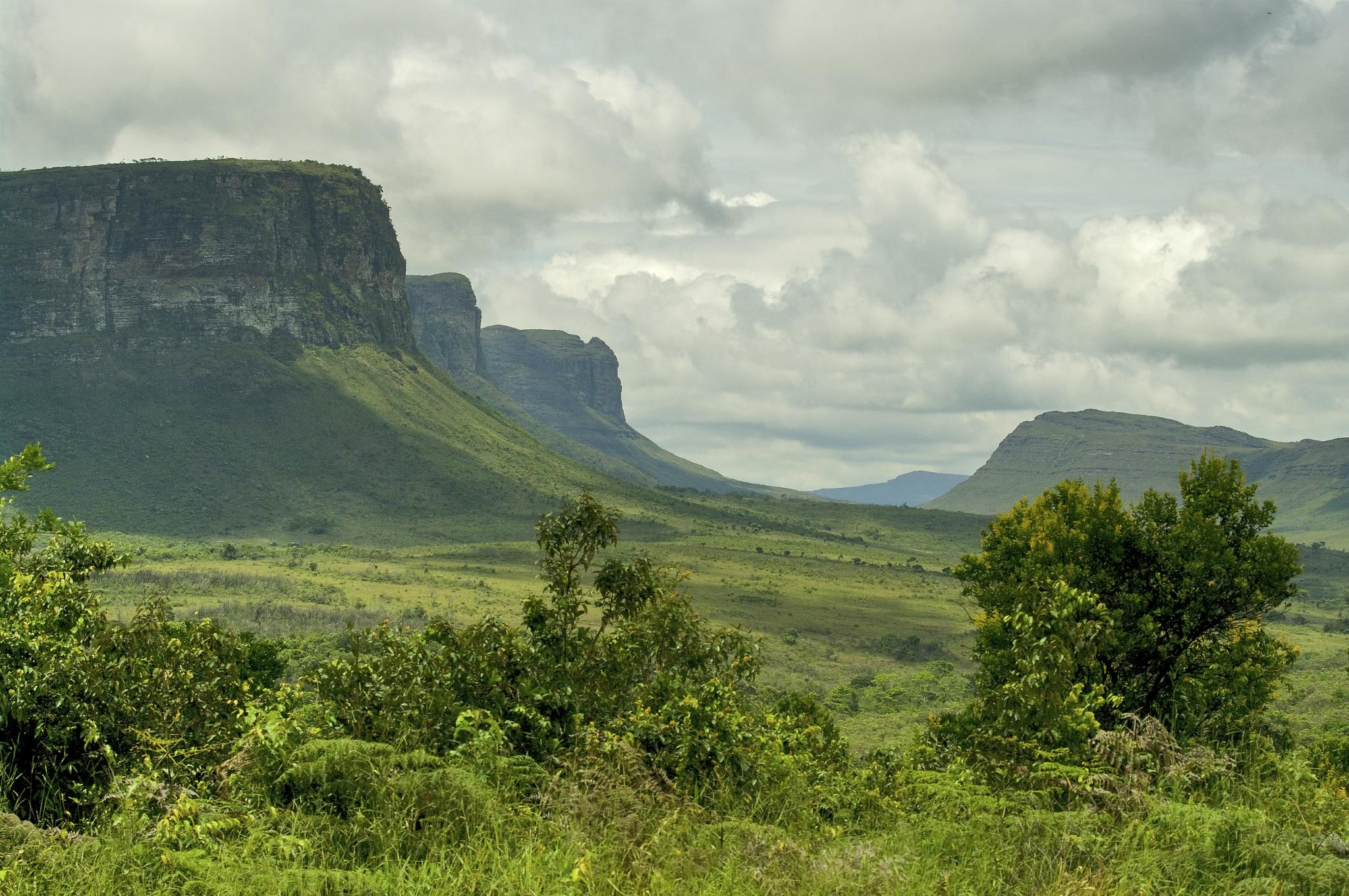
Parque Nacional da Chapada Diamantina, no estado da Bahia.

Algumas características do relevo nordestino é a existência de dois antigos e extensos planaltos, o Borborema (uma das principais causas da seca do Sertão) e a bacia do rio Parnaíba e de algumas áreas altas e planas que formam as chamadas chapadas, como a Chapada Diamantina, onde se localiza o ponto mais elevado da região, o Pico do Barbado com 2.033 metros de altitude, na Bahia, e a do Araripe, nas divisas entre os Estados do Ceará, Piauí, Pernambuco e a Paraíba. Entre essas regiões ficam algumas depressões, nas quais está localizado o sertão, região de clima semiárido, podemos ver também planícies litorâneas.

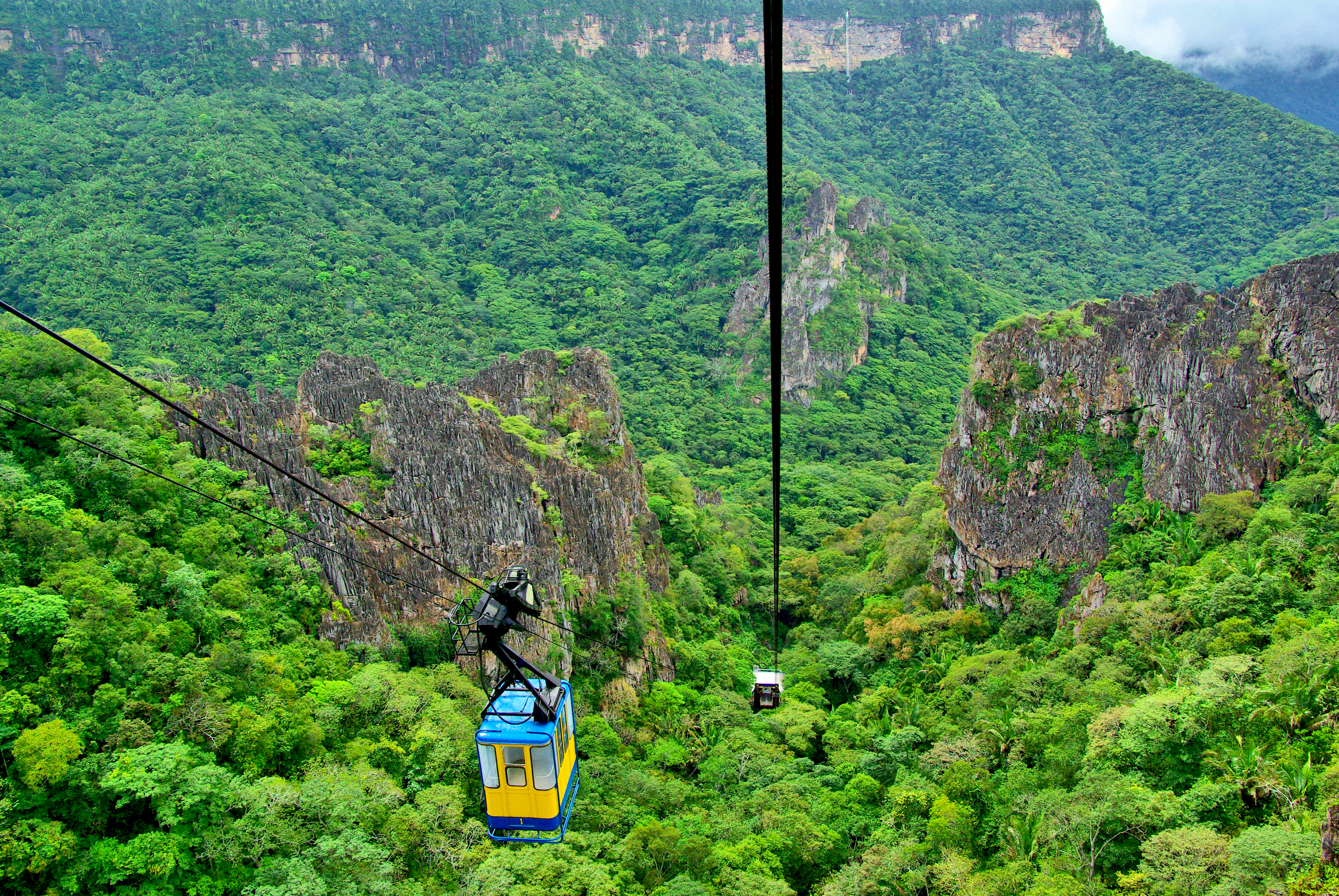
Parque Nacional de Ubajara, no estado do Ceará.

Segundo o professor Jurandyr Ross, que com sua equipe compilou informações do Projeto Radam (Radar da Amazônia) e mostrou uma divisão do relevo brasileiro mais rica e subdivida em 21 unidades, no Nordeste ficam localizados os já citados planalto da Borborema e planaltos e chapadas da bacia do rio Parnaíba, a depressão Sertaneja-São Francisco, também conhecida como Depressão Pernambucana, e parte dos planaltos e serras do leste-sudeste, além das planícies e tabuleiros litorâneos.

## Clima

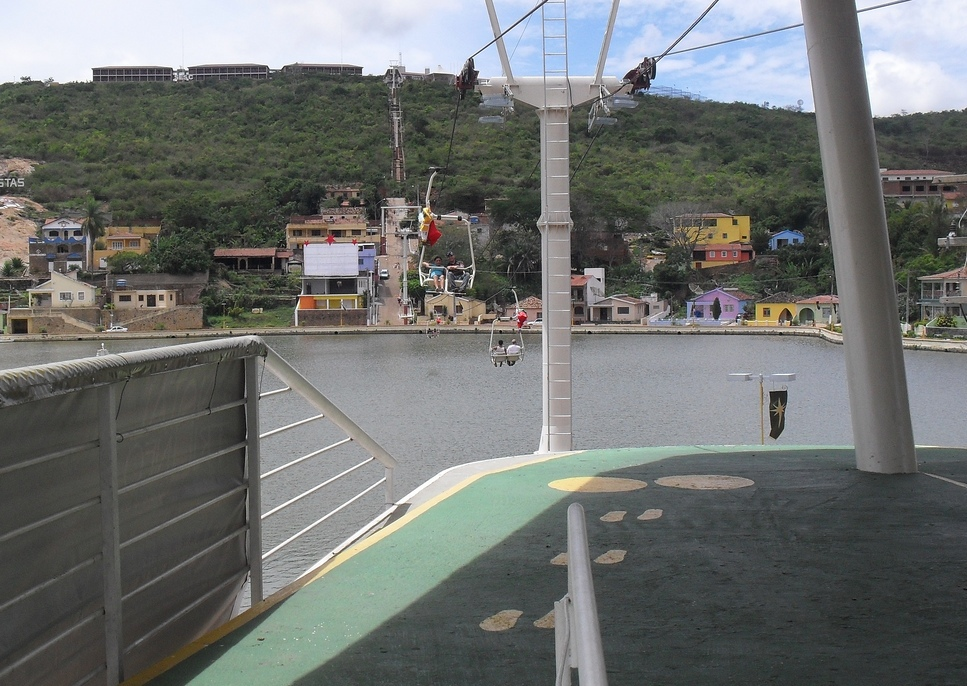
Triunfo, em Pernambuco, tem temperatura amena apesar de estar localizada no Semiárido. Isso é possível graças à sua altitude (1.004m), uma das mais elevadas do sertão nordestino.

Mapa climático da Região Nordeste segundo Köppen-Geiger.

A região Nordeste do Brasil apresenta média de anual de temperatura entre 20° e 28° C. Nas áreas situadas acima de 200 metros e no litoral oriental as temperaturas variam de 24° a 26°C. As médias anuais inferiores a 20°C encontram-se nas áreas mais elevadas da chapada Diamantina e do planalto da Borborema. O índice de precipitação anual varia de 300 a 2000 mm. Quatro tipos de climas estão presentes no Nordeste:
- Equatorial Úmido: presente no oeste do estado do Maranhão, na divisa com o Pará;
- Litorâneo úmido: presente do litoral da Bahia ao do Rio Grande do Norte;
- Clima tropical: presente nos estados da Bahia, Ceará, Maranhão e Piauí;
- Clima semiárido: presente em todo o sertão nordestino.

Com precipitação média de chuvas de menos de 300mm por ano, às quais ocorrem durante no máximo três meses, dando vazão a estiagens que duram às vezes mais de dez meses, Cabaceiras na Paraíba tem o título de município mais seco do país.

## Vegetação
A vegetação nordestina vai desde a Mata Atlântica no litoral até a Mata dos Cocais no Meio Norte, com ecossistemas como os manguezais, a caatinga, o cerrado, as restingas, dentre outros, que possuem fauna e flora exuberantes, diversas espécies endêmicas e animais ameaçados de extinção. Hoje restam apenas pequenas manchas dessa vegetação original (Mata Atlantica),na porção sul da Bahia ,e mesmo essas áreas correm riscos de ser destruídas,pois as pastagens e a ocupação urbana destinada ao turismo avançam sobre a mata nativa

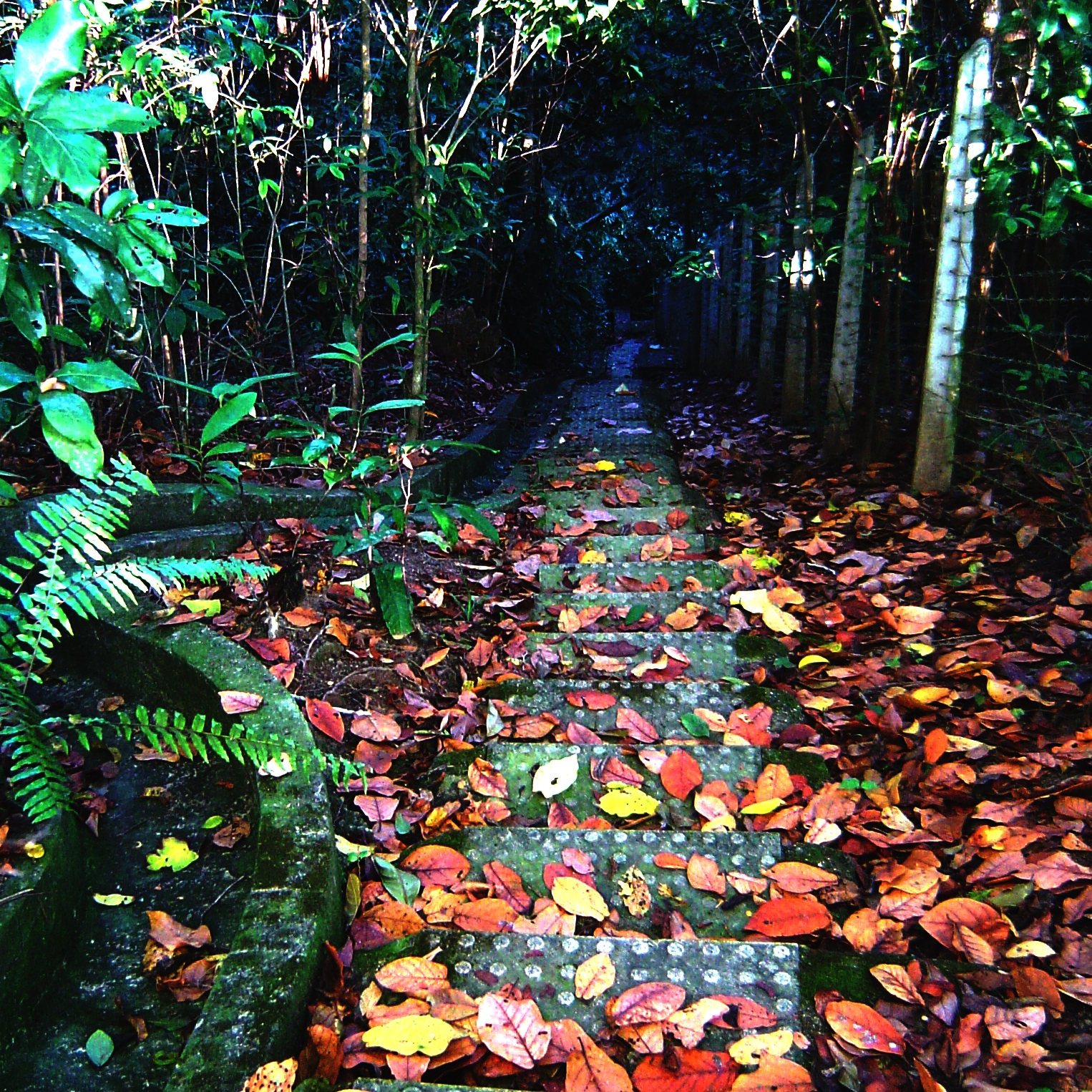
Mata Atlântica preservada na Zona da Mata pernambucana.

- Mata Atlântica: também chamada de Floresta tropical úmida de encosta, a mata atlântica estendia-se originalmente do Rio Grande do Norte até o Rio Grande do Sul, porém em consequência dos desmatamentos que ocorreram em função, principalmente, da indústria açucareira, hoje só restam cerca de 5% da vegetação original, dispersos em "ilhas". Foi na mata atlântica nordestina que começou o processo de extração do pau-brasil. Também existem em partes úmidas (barlavento) de planaltos, serras e chapadas cristalinas ou sedimentares, no interior da região em estados como Ceará, Paraíba, Pernambuco, Alagoas e Sergipe, vegetações sobre a denominação geral de mata tropical ou brejos, subdivididas em floresta ombrófila aberta e floresta estacional semidecidual

- Mata dos Cocais: formação vegetal de transição entre os climas semiárido, equatorial e tropical. As espécies principais são o babaçu e a carnaúba. Ocorre em parte do Maranhão, do Piauí, do Ceará, do Rio Grande do Norte e do Tocantins na região Norte. Representa menos de 3% da área do Brasil.

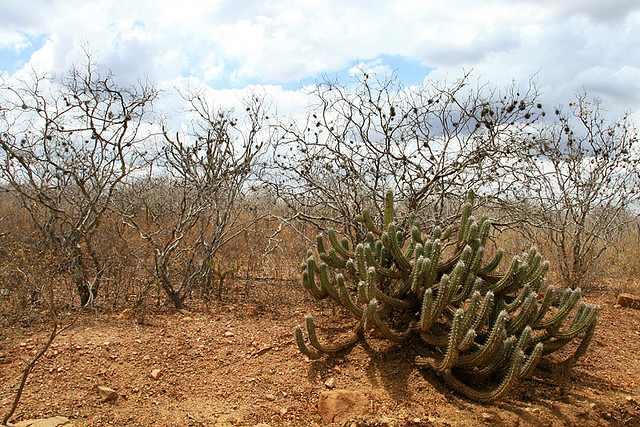
A caatinga, vegetação típica do Sertão nordestino.

- Cerrado: ocupa 25% do território brasileiro, mas no Nordeste sua região contínua só abrange o sul do estado do Maranhão, o sudoeste do Piauí e o oeste da Bahia, sendo as demais regiões em que ocorrem esse ecossistema, como chapadas em todo o Nordeste e em algumas regiões litorâneas de estados como Ceará, Rio Grande do Norte, Paraíba, Alagoas e Sergipe apenas fragmentos vegetacionais relacionados aos climas e solos locais. Apresenta árvores de baixo porte, com galhos retorcidos. O chão é coberto por gramíneas. O solo é de alta acidez.

- Caatinga: vegetação típica do sertão, tem como principais espécies o pereiro, a aroeira, as leguminosas e as cactáceas. É uma formação de vegetais xerófitos (vegetais de regiões secas), mas é rica ecologicamente. Ocorre em todos os estados nordestinos (além de está presente no norte de Minas Gerais na Região Sudeste), excetuando-se o Maranhão.

- Vegetações Litorâneas e Matas Ciliares: na categoria de vegetação litorânea podemos incluir os mangues, um riquíssimo ecossistema, local de moradia e reprodução dos caranguejos e importante para a preservação de rios e lagoas. Também podemos incluir as restingas e as dunas. As matas ciliares ou matas de galeria são comuns em regiões de cerrados, mas também podem ser vistas na Zona da Mata. São pequenas florestas que acompanham as margens dos rios, onde existe maior concentração de materiais orgânicos no solo, e funcionam como uma proteção para os rios e mares.

## Hidrografia

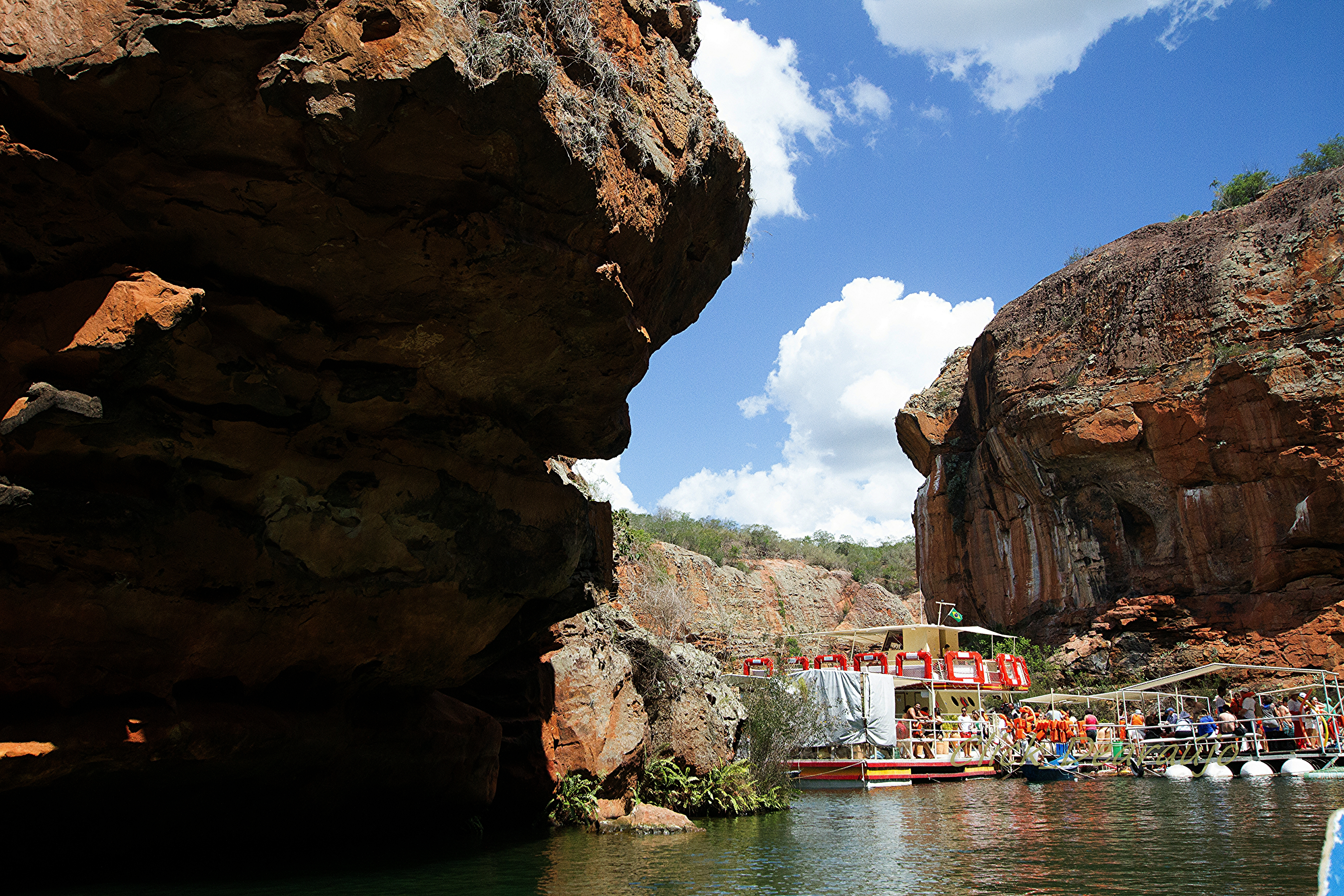
Trecho do rio São Francisco na divisa dos estados de Alagoas e Sergipe, muito apreciado por banhistas.

A Região Nordeste encontra-se com 72,24% de seu território dentro do polígono das secas, segundo dados da Organização das Nações Unidas para Agricultura e Alimentação (FAO).
Suas bacias hidrográficas são:
- Bacia do São Francisco: é a principal da região, formada pelos rios São Francisco e seus afluentes. São praticadas atividades de pesca, navegação e produção de energia elétrica pelas hidrelétricas de Três Marias, Sobradinho, Paulo Afonso e Xingó, delimita as divisas naturais de Bahia com Pernambuco e também de Sergipe e Alagoas, que é onde está localizada sua foz.
- Bacia do Parnaíba: é a segunda mais importante, ocupando uma área de cerca de 344.112 km² (3,9% do território nacional) e drena quase todo o estado do Piauí, parte do Maranhão e Ceará. O rio Parnaíba é um dos poucos no mundo a possuir um delta em mar aberto, com uma área de manguezal de, aproximadamente, 2.700 km².

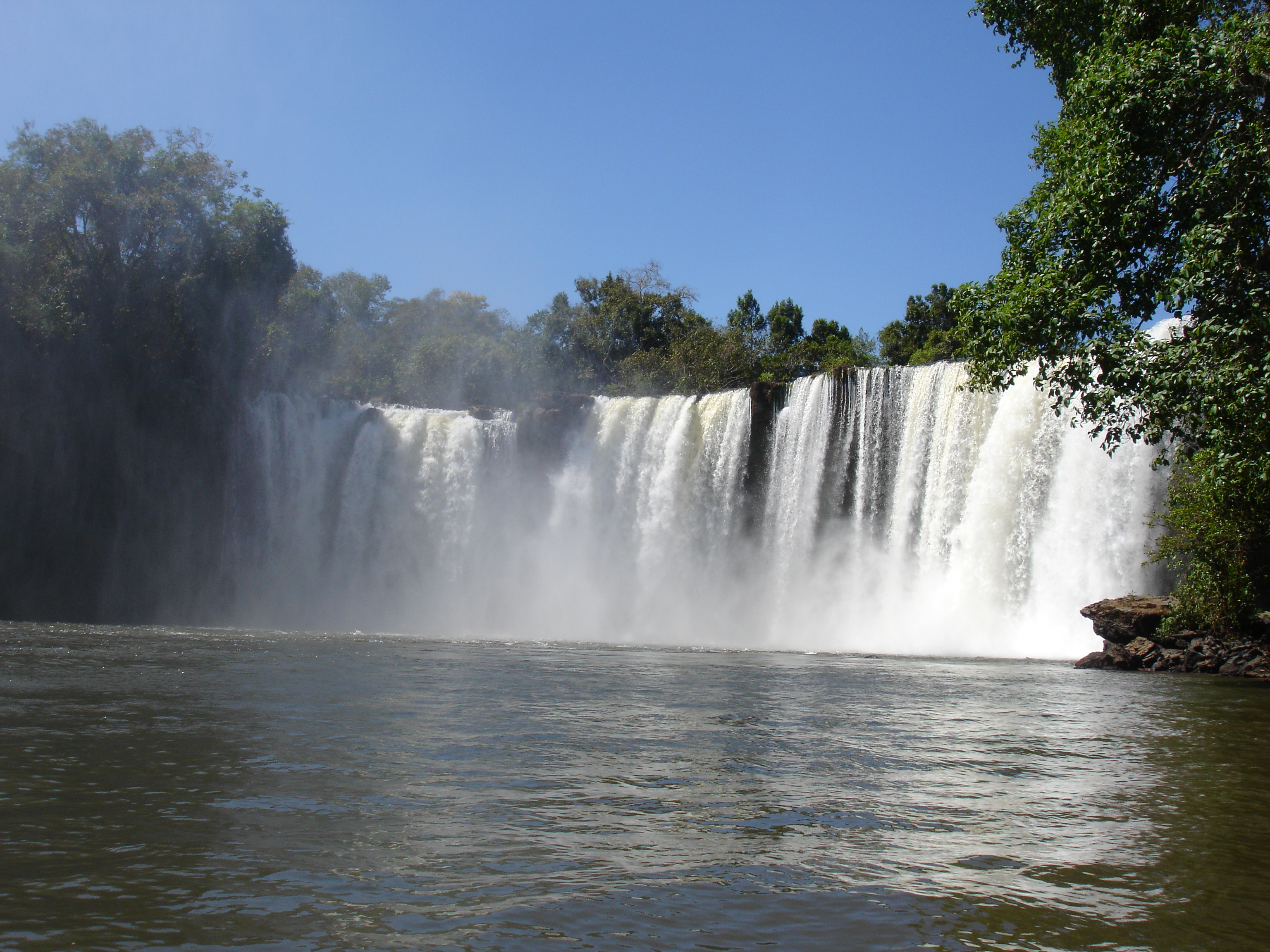
Cachoeira São Romão, no Parque Nacional da Chapada das Mesas, estado do Maranhão.

- Bacia do Atlântico Nordeste Oriental: ocupa uma área de 287.384 km², que abrange os estados do Ceará, Paraíba, Rio Grande do Norte, Pernambuco e Alagoas. Os rios principais são o Jaguaribe, Piranhas-Açú, Capibaribe, Acaraú, Curimataú, Mundaú, Paraíba, Itapecuru, Mearim e Una, (esses três últimos no estado do Maranhão).
- Bacia do Atlântico Nordeste Ocidental: situada entre o Nordeste e a região Norte, fica localizada, quase que em sua totalidade, no estado do Maranhão. Algumas de suas sub-bacias constituem ricos ecossistemas, como manguezais, babaçuais, várzeas, etc.
- Bacia do Atlântico Leste: compreende uma área de 364.677 km², dividida entre 2 estados do Nordeste (Bahia e Sergipe) e dois do Sudeste (Minas Gerais e Espírito Santo). Na bacia, a pesca é utilizada como atividade de subsistência.

## Zonas geográficas

Sub-regiões do Nordeste: Meio norte, Sertão, Agreste e Zona da Mata.

Para que se pudesse analisar de forma mais fácil as características da região Nordeste, o IBGE dividiu a região em quatro zonas (sub-regiões):
- Meio-Norte: É uma faixa de transição entre a Amazônia e o Sertão nordestino. Engloba o estado do Maranhão e o oeste do estado do Piauí. Esta zona geográfica também é conhecida como Mata dos Cocais, devido às palmeiras de babaçu e carnaúba encontradas na região. No litoral chove cerca de 2.000 mm anuais, indo mais para o leste e/ou para o interior esse número cai para 1.500 mm anuais, e no sul do Piauí, uma região mais parecida com o Sertão, chove 700 mm por ano em média.
- Sertão: Está localizado, em quase sua totalidade, no interior da Região Nordeste, sendo sua maior zona geográfica. Possui clima semiárido. Em estados como Ceará e Rio Grande do Norte chega a alcançar o litoral, e descendo mais ao sul alcança a divisa entre Bahia e Minas Gerais. As chuvas nesta sub-região são irregulares e escassas, ocorrendo constantes períodos de estiagem. A vegetação típica é a caatinga.
- Agreste: É uma faixa de transição entre o Sertão e a Zona da Mata. É a menor zona geográfica da Região Nordeste. Está localizada no alto do Planalto da Borborema, um obstáculo natural para a chegada das chuvas ao sertão. Se estende do Rio Grande do Norte até o sul da Bahia. Do lado leste do planalto estão as terras mais úmidas (Zona da Mata); do outro lado, para o interior, o clima vai ficando cada vez mais seco (Sertão).
- Zona da Mata: Localizada no leste, entre o planalto da Borborema e a costa, se estende do Rio Grande do Norte ao sul da Bahia. As chuvas são abundantes nesta região. Recebeu este nome por ter sido coberta pela Mata Atlântica. Os cultivos de cana-de-açúcar e cacau substituíram as áreas de florestas. É a zona mais urbanizada, industrializada e economicamente desenvolvida da Região Nordeste.[7] O povoamento desta região é muito antigo.